# میکیسابورو سوزوکی

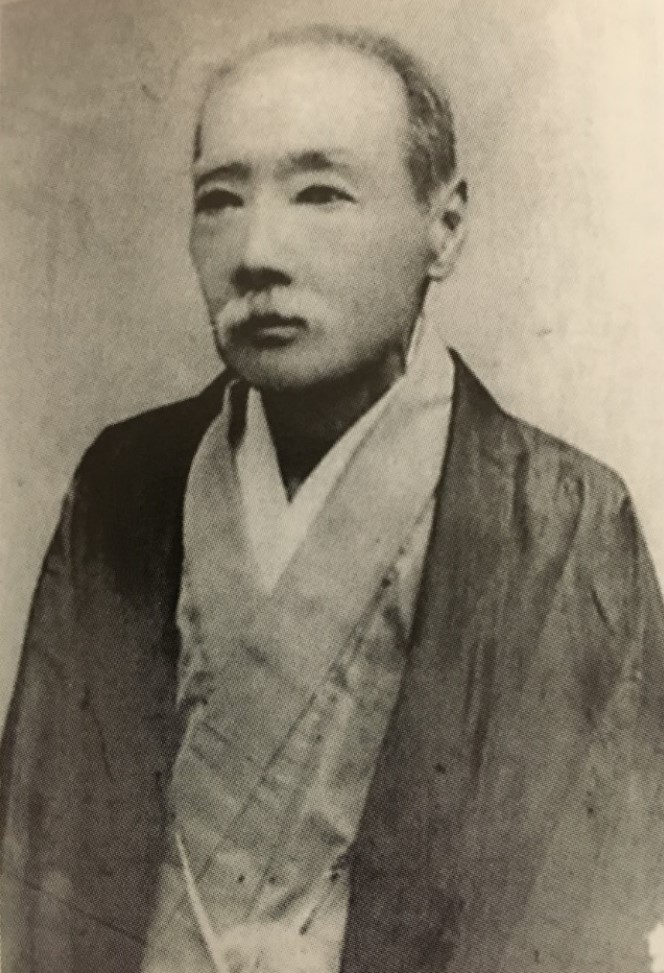
سوزوکی میکیسابورو

میکیسابورو سوزوکی (به ژاپنی: 鈴木 三樹三郎 すずき みきさぶろう); ۱۵ اوت ۱۸۳۷ – ۱۱ ژوئیهٔ ۱۹۱۹) سامورایی در اواخر دوره ادو فرمانده واحد نهم شینسنگومی اهل ژاپن بود.